# Liste der Bodendenkmale in Genthin
In der Liste der Bodendenkmale in Genthin sind alle Bodendenkmale der Stadt Genthin und ihrer Ortsteile aufgelistet. Grundlage ist die Veröffentlichung der Landesdenkmalliste mit Stand vom 25. Februar 2016.  Die Baudenkmale sind in der Liste der Kulturdenkmale in Genthin aufgeführt.
| Denkmal-ID | Fundart             | Ortsteil        | Bezeichnung                                       | Zeitstellung  | Lage                                                                       | Bemerkungen | Bild           |
| ---------- | ------------------- | --------------- | ------------------------------------------------- | ------------- | -------------------------------------------------------------------------- | --- | -------------- |
| 428300573  | Befestigung > Burg  | Dretzel         | überbaute Burgstelle                              | undatiert     | ehemaliges Gut, im Ort (Lage)                                              | Gepflegte Parkanlage, Denkmal durch Barockbauten und Parkanlage überprägt. |                |
| 428300574  | Wüstung             | Fienerode       | Siedelstelle „Holzbreite“                         | Paläolithikum | Nordrand des Fiener Bruchs, westlich ()                                    | Der Waldrand steht auf einen Hohenrücken. Zwischen Kanal und Waldrand gerodete ebene Fläche. Auf Höhenrücken Siedlung denkbar. |                |
| 428300575  | Wüstung             | Fienerode       | Dünensiedlung                                     | Mesolithikum  | Fiener Bruch, südöstlich ()                                                | Auf einer deutlichen Anhöhe zw. Kanalbrücke und Waldrand befindet sich ein Stallgebäude. |                |
| 428300577  | Befestigung > Burg  | Genthin         | überbaute Burganlage mit Vorburg u. Siedlung      | Mittelalter   | Stremmesüdufer, nordwestlich der Altstadt (Lage)                           | Burgwall im südlichen Bereich hinter dem Hauptgebäude gut erkennbar. |                |
| 428300576  | Grabmal > Grabhügel | Genthin         | Hügelgräberfeld                                   | Bronzezeit    | im Forst, nördlich der Stadt ()                                            | Fast alle Hügel wurden mit Forstfahrzeugen überfahren, bzw. überpflügt. |                |
| 428300588  | Befestigung > Burg  | Königsrode      | abgetragene Niederungsburg                        | undatiert     | Fiener Bruch, nördlich (Lage)                                              | |                |
| 428300590  | Wüstung             | Königsrode      | Dünensiedlung                                     | Mesolithikum  | nördlich ()                                                                | Aus dem Gelände prägen sich deutlich ‚Dünen‘ heraus, welche als Siedlungsplatz auf Grund der eher flachen Umgebung durchaus denkbar erscheinen lassen.                                                                               |                |
| 428300585  | Befestigung > Burg  | Parchen         | überbaute Niederungsburg, Schloss                 | undatiert     | im Ort, nahe der Freiwilligen Feuerwehr, vorstehend eine alte Eiche (Lage) | Burghügel und anliegender Teich |                |
| 428300584  | Befestigung > Burg  | Parchener Forst | Burgruine ‚Alte Burg‘ mit Vorwällen               | Mittelalter   | Talsandinsel im Fiener Bruch, südöstlich Karten                            | Gepflegtes Areal. Im Inneren freigelegte Fundamente eines Turms und Mauerreste im südlichen Bereich der Hauptburg erkennbar. Einige Bäume ca. 500 Jahre alt.                                                                         | Weitere Bilder |
| 428300586  | Befestigung > Burg  | Ringelsdorf     | überbaute Niederungsburg, Schloss                 | undatiert     | Südrand des Ortes (Lage)                                                   | Auf dem Gelände befindet sich eine Verwaltungseinheit der Volkssolidarität (Sozialtherapeutisches Zentrum Schloss Ringelsdorf) östlich vom Schloss befindet sich eine Parkanlage mit Teichbereich, diese ist jedoch nicht betretbar. |                |
| 428300587  | Befestigung > Wall  | Ringelsdorf     | Burgwall „Klopsdorf“, rechteckiger Niederungswall | Mittelalter   | südwestlich (Lage)                                                         | nicht zugängliches Areal mit natürlichen und künstlichen Barrieren umgeben |                |
| 428300589  | Befestigung > Burg  | Tucheim         | überbaute Burgstelle, Schloss                     | Mittelalter   | Bruchrand, Nordseite des Ortes (Lage)                                      | Umbaut von Privatgrundstücken, Schloss wurde verkauft, seitdem Gelände nicht mehr betretbar. |                |